# New York Knicks 2005-2006
La stagione 2005-06 dei New York Knicks fu la 57ª nella NBA per la franchigia.
I New York Knicks arrivarono quinti nella Atlantic Division della Eastern Conference con un record di 23-59, non qualificandosi per i play-off.

## Roster
| N° | Naz.                   | Ruolo | Sportivo           | Anno | Alt. | Peso |
| -- | ---------------------- | ----- | ------------------ | ---- | ---- | ---- |
| 1  | Stati Uniti (bandiera) | G     | Steve Francis      | 1977 | 191  | 88   |
| 1  | Stati Uniti (bandiera) | GA    | Anfernee Hardaway  | 1971 | 201  | 88   |
| 2  | Stati Uniti (bandiera) | A     | Maurice Taylor     | 1976 | 206  | 118  |
| 3  | Stati Uniti (bandiera) | G     | Stephon Marbury    | 1977 | 188  | 82   |
| 4  | Stati Uniti (bandiera) | G     | Nate Robinson      | 1984 | 175  | 82   |
| 5  | Stati Uniti (bandiera) | G     | Jalen Rose         | 1973 | 203  | 95   |
| 6  | Stati Uniti (bandiera) | A     | Qyntel Woods       | 1981 | 203  | 100  |
| 7  | Stati Uniti (bandiera) | AC    | Channing Frye      | 1983 | 211  | 112  |
| 8  | Stati Uniti (bandiera) | A     | Ime Udoka          | 1977 | 198  | 98   |
| 9  | Stati Uniti (bandiera) | A     | Matt Barnes        | 1980 | 201  | 107  |
| 11 | Stati Uniti (bandiera) | G     | Jamal Crawford     | 1980 | 198  | 84   |
| 13 | Stati Uniti (bandiera) | A     | Malik Rose         | 1974 | 201  | 113  |
| 21 | Stati Uniti (bandiera) | A     | Trevor Ariza       | 1985 | 203  | 91   |
| 23 | Stati Uniti (bandiera) | G     | Quentin Richardson | 1980 | 198  | 101  |
| 32 | Stati Uniti (bandiera) | AC    | Antonio Davis      | 1968 | 206  | 98   |
| 31 | Stati Uniti (bandiera) | C     | Jerome James       | 1975 | 213  | 136  |
| 34 | Stati Uniti (bandiera) | C     | Eddy Curry         | 1982 | 211  | 129  |
| 42 | Stati Uniti (bandiera) | A     | David Lee          | 1983 | 206  | 113  |
| 45 | Stati Uniti (bandiera) | AC    | Jackie Butler      | 1985 | 208  | 113  |

## Staff tecnico
- Allenatore: Larry Brown
- Vice-allenatori: Mark Aguirre, Greg Brittenham, Phil Ford, George Glymph, Dave Hanners, Dick Helm, Brendan O'Connor, Brendan Suhr, Herb Williams